# Buildwas Bridge
Die Buildwas Bridge führt die Straße A4169 von dem Dorf Buildwas nach Much Wenlock über den River Severn. Sie steht nahe Shrewsbury in Shropshire, England.
Der Fluss wurde seit dem Mittelalter durch eine Brücke überquert, die vor allem den Mönchen der Buildwas Abbey diente. Sie wurde 1773 durch ein Erdbeben beschädigt und in der großen Flut von 1795 endgültig zum Einsturz gebracht. Schon 1796 wurde sie durch eine von Thomas Telford entworfene gusseiserne Brücke ersetzt. Diese wurde 1905 durch Bodenbewegungen beschädigt und durch eine stählerne Fachwerkbrücke ersetzt, die 1992 durch die heutige Balkenbrücke abgelöst wurde.

## Telfords Buildwas Bridge
Die Buildwas Bridge ist vor allem durch die von Thomas Telford entworfene Brücke bekannt geworden. Nach der drei Kilometer flussabwärts stehenden und 1779 eröffneten Iron Bridge war sie zusammen mit der gleichzeitig fertiggestellten, von Thomas Paine entworfenen Wearmouth-Brücke die nächste gusseiserne Brücke. Telford war seit 1787 County Surveyor (Landvermesser) von Salop, ein Amt, das außer der Vermessung auch die Aufsicht und gegebenenfalls die Renovierung und Planung von öffentlichen Gebäuden wie Gefängnissen, Kirchen und Brücken umfasste. Seine erste Brücke, die Montford Bridge, war 1792 eröffnet worden. Drei Jahre danach musste die Brücke von Buildwas ersetzt werden.
Die Brücke sollte nach Telfords Vorstellungen den Fluss mit einem einzigen Bogen queren, der hoch genug für die Schiffe, aber nicht zu steil für die Fuhrwerke war und ohne lange Zufahrtsrampen auskam. Er entwarf eine 5,18 m (17 ft) breite Segmentbogenbrücke mit einer Stützweite von 39,6 m (130 ft) und einer Pfeilhöhe von 8,2 m (27 ft). Sie bestand aus drei eisernen Rippen, die durch Querträger versteift waren und den Fahrbahnträger aus eisernen Platten stützten. Eiserne Platten an ihrer Außenseite wirkten als weitere Bögen. Der Segmentbogen wurde verstärkt durch zwei Bögen an den Außenseiten mit einem kleineren Radius, die tiefer ansetzten und bis zur Geländeroberkante reichten und den Segmentbogen in den Zwickeln mit fachwerkartigen Stäben unterstützten. Verglichen mit der Iron Bridge war ihre Stützweite um rund 9 m größer, benötigte aber weniger als die Hälfte Eisen (173 zu 378 tons).